# Shone
Shone – singel amerykańskiego rapera Flo Ridy z jego drugiego albumu studyjnego zatytułowanego R.O.O.T.S. Utwór został wydany 24 lutego 2009 roku jako singel promocyjny. Singel Flo Rida wykonuje w duecie z Pleasure P. Produkcją zajęli się Jim Jonsin i duet Dre & Vidal. Demo utworu nie zawierało wersów z Pleasure P, które napisał dla niego Rico Love.

## Teledysk
Teledysk pojawił się 23 lutego 2009 roku na oficjalnym profilu Flo Ridy w serwisie MySpace. W serwisie MTV swoją premierę miał w dniu 30 marca 2009 roku. Teledysk do singla reżyserowany był przez Zollo. Klip ukazuje bawiące się kobiety z Flo Ridą i Pleasure P na jachcie.

## Lista utworów
- Digital download[5]

1. „Shone” (feat. Pleasure P) – 4:15

## Pozycje na listach
| Lista (2009)                              | Najwyższa pozycja |
| ----------------------------------------- | ----------------- |
| Kanada (Canadian Hot 100)                 | 38                |
| Polska (AirPlay - Top)                    | 4                 |
| Stany Zjednoczone (Billboard Hot 100)     | 57                |
| Stany Zjednoczone (Hot R&B/Hip-Hop Songs) | 81                |